# Gasztrin

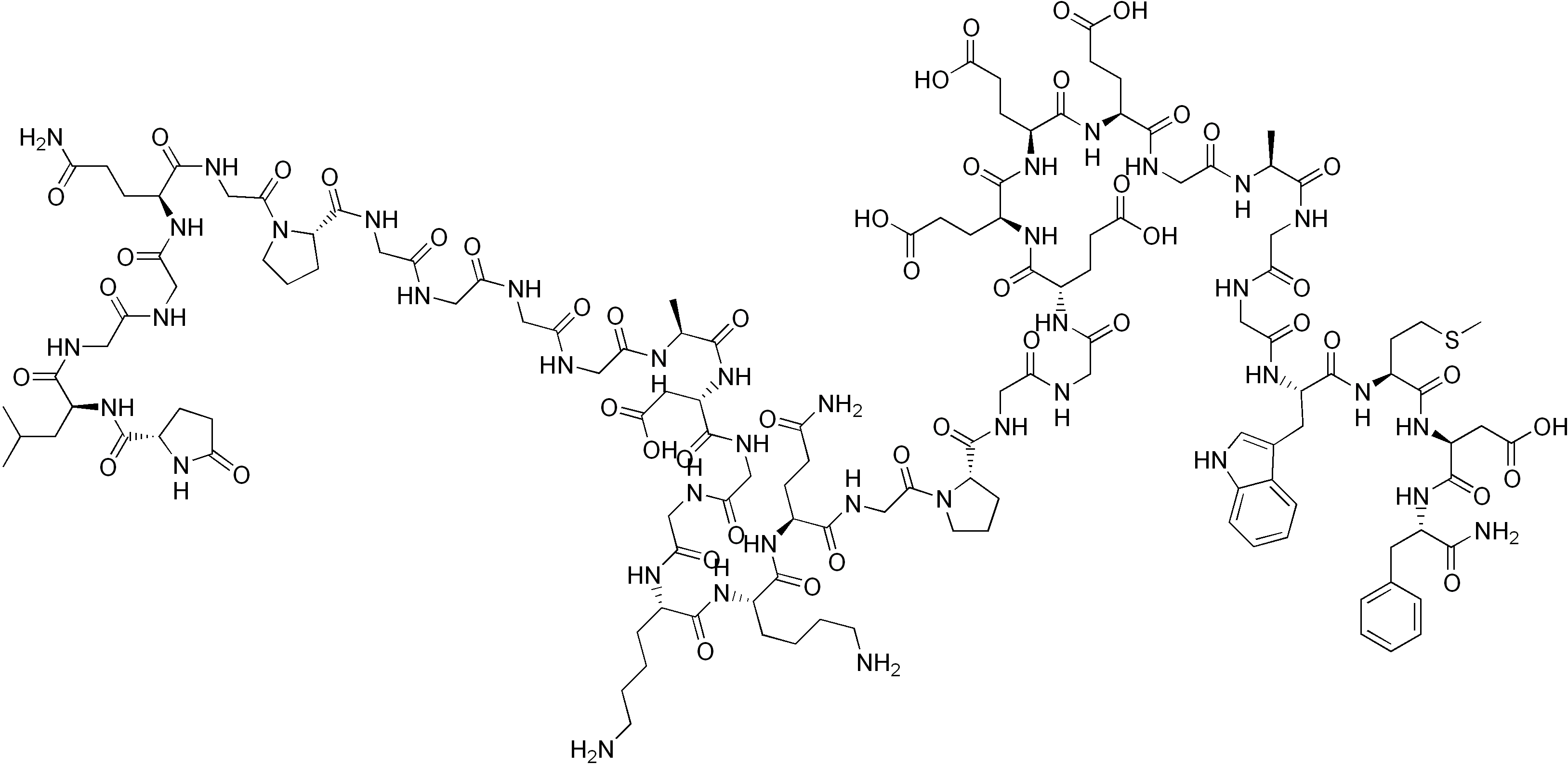
A "nagy gasztrin" ...

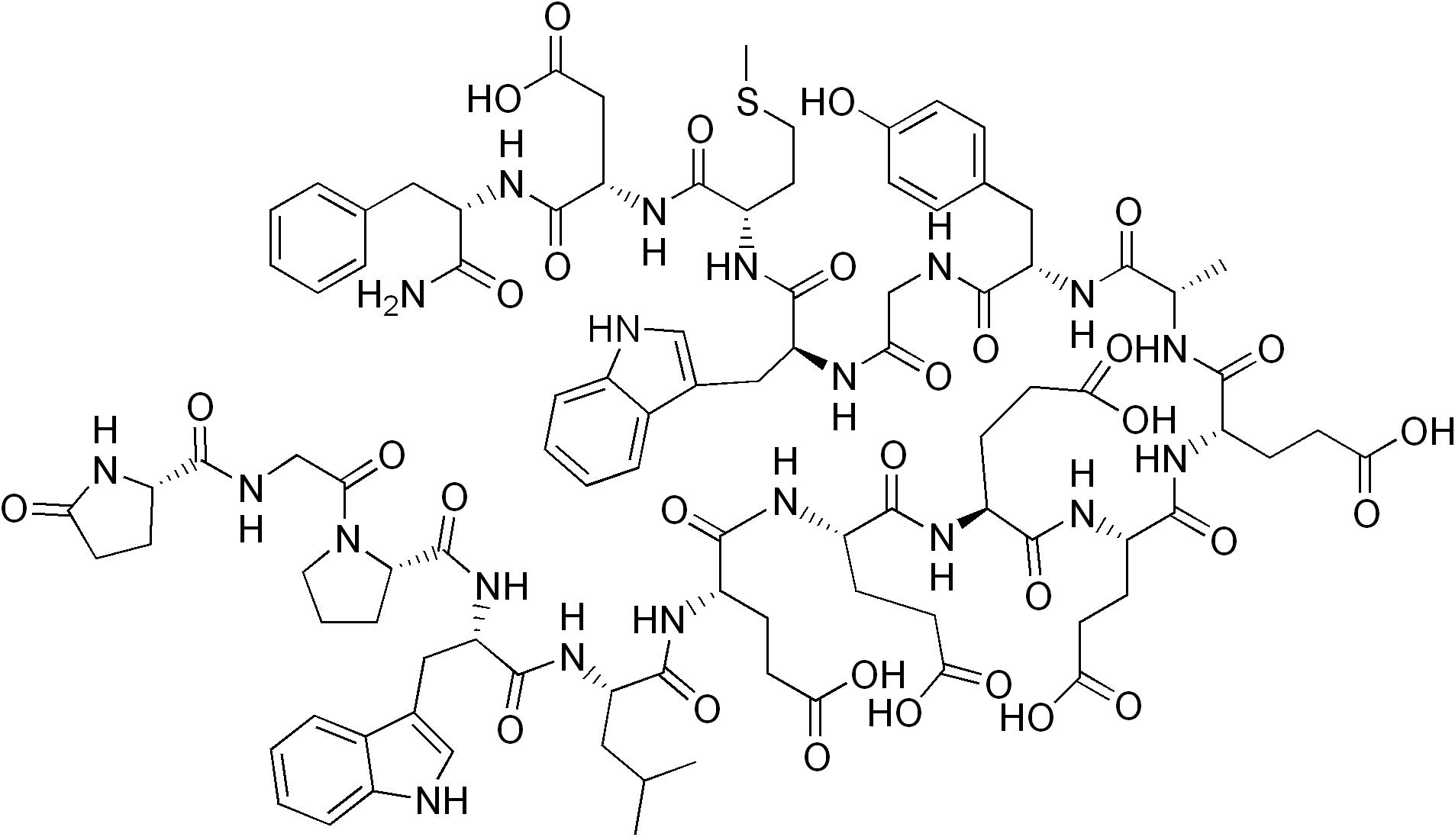
... a "kis gasztrin"...

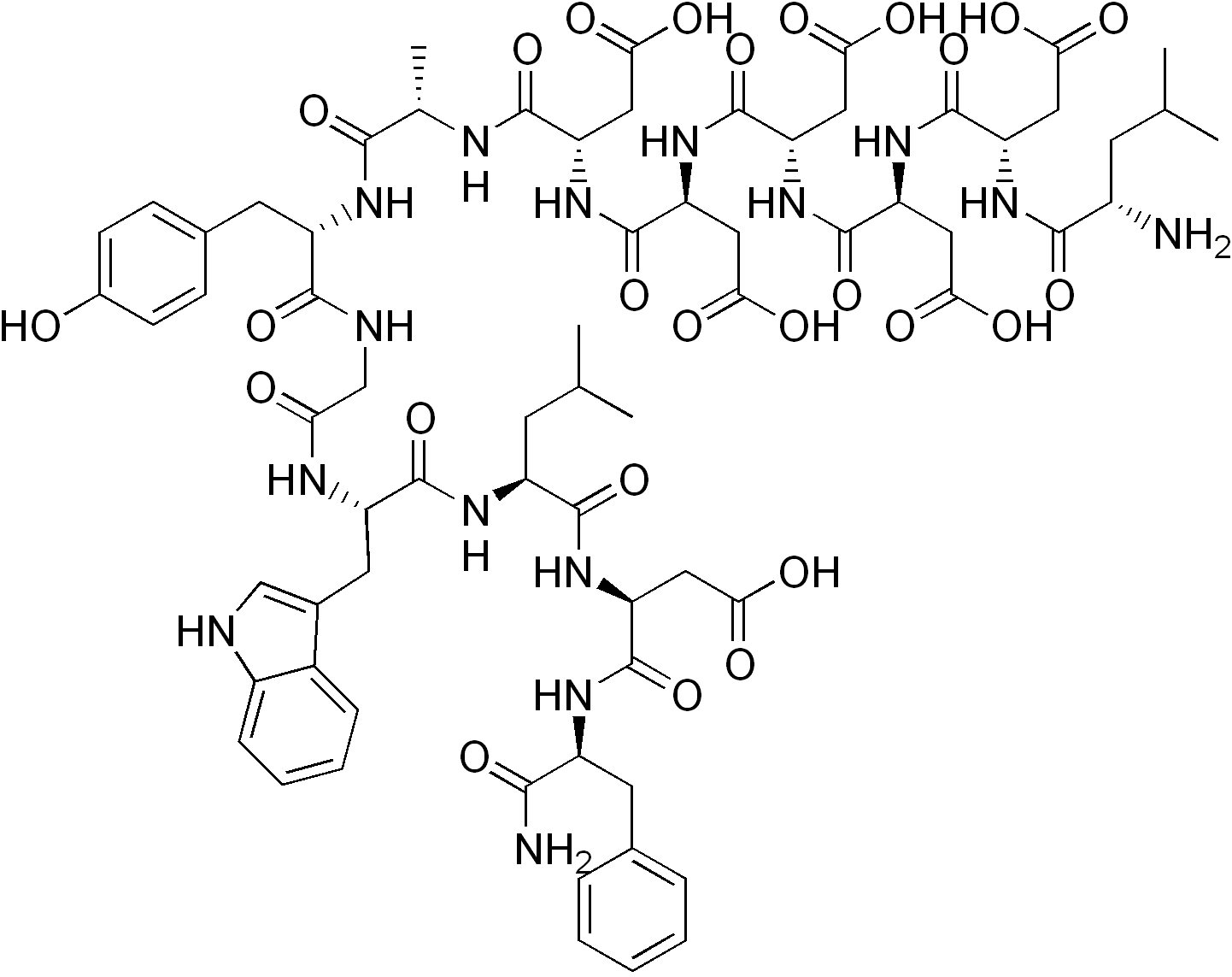
... és a "minigasztrin" szerkezete

A gasztrin egy peptidhormon, amelynek elsődleges feladata, hogy fokozza a gyomorfal parietális sejtjeinek gyomorsavtermelését. A gasztrint a gyomorkapu, a patkóbél és a hasnyálmirigy G-sejtjei termelik. Először a brit Roderic Alfred Gregory izolálta 1964-ben. 

## Termelődése
A gasztrin génje (GAS) a 17. kromoszóma hosszú karján található. A gén az emésztőrendszer (gyomorkapu, patkóbél, néha hasnyálmirigy) G-sejtjeiben aktiválódik és a keletkező peptid a véráramba kerül. A gasztrinnak három (34, 17 és 14 aminosavból álló) formája van: 
- gasztrin-34 ("nagy gasztrin")
- gasztrin-17 ("kis gasztrin")
- gasztrin-14 ("minigasztrin")

A peptid C-terminus felőli utolsó öt aminosava alapján mesterségesen állítják elő a pentagasztrint, amely injekcióval beadva a természetes gasztrinhoz hasonló hatást produkál.
Felszabadulását a következő tényezők aktiválják:
- a gyomorkapu falának feszülése
- a bolygóideg stimulációja (pl. a vöröshasú unka bőrében található bombezin vagy a gasztrinfelszabadító peptid által)
- részlegesen emésztett fehérjék és aminosavak jelenléte a gyomorban
- a vér magas kalciumszintje (hiperkalcémia)[2])

A alábbiak pedig gátolják:
- sav (elsősorban sósav) jelenléte a gyomorban (negatív visszacsatolás)
- szomatosztatin, szekretin, GIP (gasztroinhibitáló peptid), VIP (vazoaktív intesztinális peptid), glukagon, kalcitonin hormonok.

## Funkciói

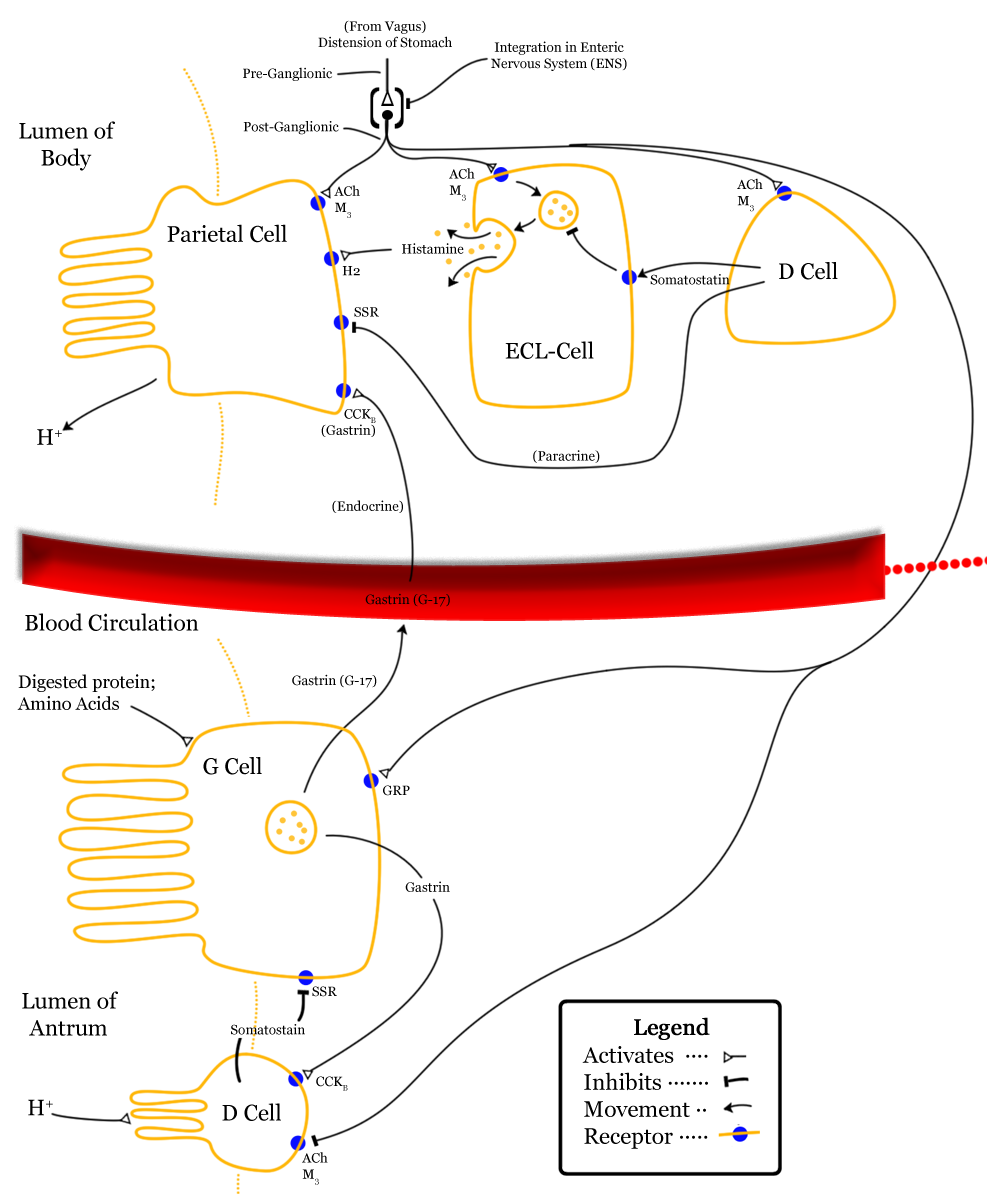
A gasztrin hatásai és szabályozása

A gasztrin elsődleges feladata a gyomorsav (sósav) elválasztásának fokozása. Ezt két módon éri el; egyrészt közvetlenül hat a gyomorfal parietális sejtjeire; másrészt hozzákötődik a gyomor enterokromaffin-szerű sejtjeinek kolecisztokinin B-receptorához, aminek következtében a sejtekből hisztamin szabadul fel, ami parakrin szabályozással fokozza a parietális sejtek savelválasztását.
Ezen kívül a következő hatásokkal rendelkezik: 
- fokozza a parietális sejtek érését
- megindítja a gyomornyálkahártya fősejtjeinek pepszinogén-elválasztását
- elősegíti a gyomor izmainak összehúzódását
- ellazítja a vékonybél és vastagbél közötti ileocekális záróizmot.[5]
- fokozza a hasnyálmirigy aktivitását és az epehólyag kiürülését.[6]
- összehúzhatja a nyelőcső alsó záróizmát[7] - bár lehetséges, hogy ez csak a pentragasztrin hatása, nem pedig a természetes gasztriné[8]

## Kórtana
A Zollinger-Ellison szindrómában az emésztőrendszer többnyire jóindulatú tumora alakul ki, ami a G-sejtek elszaporodásával és extrém magas gasztrinszinttel jár.
Autoimmun gasztritisz esetén az immunrendszer megtámadja a parietális sejteket és a gyomorsavtermelés lecsökken. Ennek kompenzálására a vér gasztrinkoncentrációja felszökik. A gyomorsavtermelés hiánya figyelhető meg az örökletes a IV. típusú mukolipidózisban szenvedő betegekben is, és ez szintén magas gasztrinszintet indukál.

## Fordítás
- Ez a szócikk részben vagy egészben  a   Gastrin című angol Wikipédia-szócikk ezen változatának fordításán alapul.  Az eredeti cikk szerkesztőit annak laptörténete sorolja fel. Ez a jelzés csupán a megfogalmazás eredetét és a szerzői jogokat jelzi, nem szolgál a cikkben szereplő információk forrásmegjelöléseként.